# Flood Glacier
Flood Glacier är en glaciär i Kanada.   Den ligger i provinsen British Columbia, i den västra delen av landet, 4 000 km väster om huvudstaden Ottawa. Flood Glacier ligger 252 meter över havet. Den ligger vid sjön Flood Lake.
Terrängen runt Flood Glacier är huvudsakligen bergig, men åt nordost är den kuperad. Trakten runt Flood Glacier är nära nog obefolkad, med mindre än två invånare per kvadratkilometer.. Det finns inga samhällen i närheten. 
Trakten runt Flood Glacier består i huvudsak av gräsmarker.